# Deane Williams
Pour les articles homonymes, voir Williams.
 (janvier 2024).
Si vous disposez d'ouvrages ou d'articles de référence ou si vous connaissez des sites web de qualité traitant du thème abordé ici, merci de compléter l'article en donnant les références utiles à sa vérifiabilité et en les liant à la section « Notes et références ».
Deane Alexander Williams (né le 23 septembre 1996 à Bath) est un joueur britannique de basket-ball.

## Biographie
De 2015 à 2019, Deane Williams joue dans l'équipe universitaire d'Augusta (en). Il quitte l'école onzième sur sa liste des marqueurs de tous les temps et termine dans le top cinq de l'histoire de l'école pour les contres et les rebonds.

### Carrière professionnelle
À l'été 2019, Williams signe avec le club de Keflavík en Islande. Au cours de sa première saison, il marque en moyenne 15,6 points et prend 9,9 rebonds avant le dernier match de la saison régulière et les séries éliminatoires sont annulées en raison de la pandémie de coronavirus de 2020.
À la fin de la saison, il est nommé joueur étranger de l'année à Keflavik.
En juillet 2021, Williams signe avec le club LNB Pro B de Saint-Quentin Basket-Ball.

## Clubs
- 2019-2021 :  Keflavík Úrvalsdeild, (Islande)
- 2021-2022 :  Saint-Quentin Basket-Ball (Pro B)
- 2022-2023 :  Telekom Baskets Bonn (Basketball Bundesliga)
- depuis 2023 :  EWE Baskets Oldenbourg (Basketball Bundesliga)